# Крылов, Владимир Викторович (тяжелоатлет)
Владимир Викторович Крылов (1909, Саратов — 10 апреля 1942, Чушаи) — советский тяжелоатлет. Заслуженный мастер спорта СССР (1937).

## Биография
Владимир Крылов родился в 1909 году в городе Саратов в семье рабочего.
В детстве лишился родителей. Будучи беспризорником, скитался по стране. Зимой из-за холода и голода перебрался в Туркестан. В Ашхабаде попал в детский дом.
Поступив на учёбу и вступив в комсомол, активно участвовал в коллективизации, входил в отряд по изъятию излишков зерна у кулаков. Учился на рабфаке. Участвовал в строительстве Сталинградского тракторного завода.
Выступал в соревнованиях по тяжёлой атлетике за Ашхабад и московский «Строитель». Левой рукой выжимал более 90 кг, повторяя мировой рекорд.
В 1928 году стал призёром первой Всесоюзной спартакиады. В 1935 году завоевал серебряную медаль чемпионата СССР в весовой категории до 67,5 кг, подняв в сумме пятиборья 472,5 кг. В 1937 году стал бронзовым призёром чемпионата страны в том же весе, подняв в сумме троеборья 320 кг. В 1937 году стал чемпионом III летней рабочей олимпиады в Антверпене.
Был рекордсменом СССР.
Заслуженный мастер спорта СССР (1937).
В 1937 году окончил Высшую школу тренеров при Государственном центральном институте физкультуры.
После начала Великой Отечественной войны был зачислен добровольцем в отдельную мотострелковую бригаду особого назначения НКВД. Командовал сапёрным отделением, воевал под Москвой, в Калужской области.
Погиб 10 апреля 1942 года в окрестностях деревни Чушаи Руднянского района Смоленской области.
Награждён орденом Красного Знамени (9 июля 1942, посмертно).